# 奥雷勒 (阿肯色州)
奧雷勒（英語：Aurelle）是位於美國阿肯色州猶尼昂縣的一個非建制地區。該地的面積和人口皆未知。

## 地理
奧雷勒的座標為33°02′53″N 92°24′21″W / 33.04806°N 92.40583°W，而該地的平均海拔高度為66米（即217英尺）。